# Triduum pascal
Le Triduum pascal est une période de trois jours pendant laquelle l'Église célèbre la Passion, la Mort et la Résurrection de Jésus-Christ et qui s'étend de la messe vespérale du Jeudi saint aux vêpres du dimanche de Pâques.

## Nom
Le mot « triduum » (littéralement « période de trois jours ») indique des prières qui durent pendant trois jours  et l'adjectif « pascal » indique la relation avec Pâques.
Le triduum pascal s'appelle aussi « triduum sacrum »,,.

## Durée
La durée du triduum pascal est de trois jours liturgiques, de la messe vespérale (ou des vêpres) du Jeudi saint aux vêpres du dimanche de Pâques ; ce triduum, d'une durée de 72 heures ou un peu plus, est donc à cheval sur quatre jours civils :
- Jeudi saint. Le triduum pascal commence avec la messe vespérale, dite en la Cène du Seigneur, qui commémore la Cène, dernier repas de Jésus la veille de sa mort. Cette messe est célébrée le soir de ce jour, à une heure convenable, pas nécessairement après le coucher du soleil. Les autres actes liturgiques du jour n'entrent pas dans le triduum pascal, comme la messe chrismale et les Petites Heures. Pour ceux qui ne participent pas à la messe vespérale, le triduum pascal commence par les vêpres du Jeudi saint[6] ;
- Vendredi saint : on célèbre ce jour la Passion et la mort de Jésus sur la Croix ; c'est un jour de jeûne et aussi d'abstinence de viande et de charcuterie ;
- Samedi saint : la vigile pascale se célèbre entièrement de nuit, en commençant après la tombée de la nuit et en terminant avant l'aube du dimanche[7]. Cette célébration appartient liturgiquement au dimanche de Pâques et marque le début du temps pascal[8]. Avant la vigile, on célèbre normalement les vêpres du samedi ;
- Le dimanche de Pâques, jusqu'à la conclusion des vêpres du dernier jour du triduum, est entièrement consacré à la commémoration de la Résurrection de Jésus-Christ et commence l'Octave de Pâques, huit jours de célébration de la Résurrection. « Le dimanche rappelle le jour de la résurrection du Christ. C'est la Pâque de la semaine[9] ». « Le premier jour de chaque semaine, qui est appelé jour du Seigneur ou dimanche, l’Église célèbre le mystère pascal, en vertu d’une tradition apostolique qui remonte au jour même de la Résurrection du Christ. C’est pourquoi le dimanche doit être tenu pour le jour de fête primordial »[10]. « Le dimanche où, de par la tradition apostolique, est célébré le mystère pascal doit être observé dans l'Église tout entière comme le principal jour de fête de précepte[11]. »

## Liturgie
La messe vespérale du Jeudi saint commémore la Cène, le dernier repas que Jésus prit avec ses disciples, lors duquel il instaure l'Eucharistie et il leur lave les pieds. Cette dernière action peut être renouvelée par le prêtre en lavant les pieds à un groupe représentatif des fidèles,.
On ne célèbre pas de messe le Vendredi saint, mais vers trois heures de l’après-midi (à moins qu’une raison pastorale ne fasse choisir une heure plus tardive), on commémore la Passion. On commence avec la liturgie de la Parole, qui comprend des lectures d'Isaïe, du Psaume 30(31) et de la Lettre aux Hébreux et le récit de la Passion selon Jean suivis par une Prière universelle plus longue que l'habituelle. La seconde partie est la vénération de la Croix. La troisième, la communion donnée avec des hosties qui ont été consacrées le Jeudi saint.
Le missel romain indique que la célébration de la messe vespérale du Jeudi saint est suivie immédiatement par le transfert du Saint-Sacrement au reposoir. La célébration de la Passion du Seigneur débute par l'arrivée du clergé en silence, par un moment de prière en silence sans salutation d'accueil, et par la prière d'ouverture sans « Oremus », et se conclut par l'envoi en forme d'une prière (précédée par « Inclinez-vous pour la bénédiction ») et par le départ du clergé en silence après avoir fait une génuflexion à la croix.